# Amtsgericht Barten
Das Amtsgericht Barten war ein preußisches Amtsgericht mit Sitz in Barten, Ostpreußen.

## Geschichte
Das königlich preußische Amtsgericht Barten wurde mit Wirkung zum 1. Oktober 1879 als eines von 17 Amtsgerichten im Bezirk des Landgerichtes Bartenstein im Bezirk des Oberlandesgerichtes Königsberg gebildet. Der Sitz des Gerichtes war Barten. Sein Gerichtsbezirk umfasste aus dem Kreis Rastenburg den Stadtbezirk Barten und die Amtsbezirke Barten (Domäne), Baumgarten, Jäglack, Paaris, Prassen, Sansgarben und Standlack. Am Gericht bestand 1888 eine Richterstelle. Das Amtsgericht war damit ein kleines Amtsgericht im Landgerichtsbezirk.
Im Jahre 1945 wurden der Amtsgerichtsbezirk unter polnische Verwaltung gestellt und die deutschen Einwohner vertrieben. Damit endete auch die Geschichte des Amtsgerichtes Barten.